# Te3n
Te3n (typografische Abwandlung von „teen“; von Hindi तीन tīn, zu Deutsch „drei“) ist ein indisches Mystery-Drama in Hindi aus dem Jahr 2016. Unter der Regie von Ribhu Dasgupta ist der Bollywood-Star Amitabh Bachchan in der Hauptrolle zu sehen. Der Film feierte am 10. Juni 2016 seine Erstaufführung in indischen Kinos. Te3n erhielt international durchschnittliche Bewertungen.

## Handlung
In der Hoffnung, neue Erkenntnisse zum ungeklärten Verbrechen an seiner Enkelin Angela, die acht Jahre zuvor entführt und ermordet wurde, zu bekommen, macht sich der 70-jährige John jeden Tag auf den Weg zur nahegelegenen Polizeistation, doch die Polizisten vor Ort können – und wollen – ihm nicht helfen und raten dazu, den Fall ruhen zu lassen. John, der sich zu Hause zudem um seine im Rollstuhl sitzende Frau Nancy kümmern muss, denkt jedoch nicht daran, aufzugeben. Als es dann, nach acht Jahren, wieder zu einer Entführung kommt, die ein nahezu identisches Muster zu Angelas Verschwinden aufweist, machen sich John, der Priester und ehemalige Polizist Martin sowie die Polizei daran, den Beweisen nachzugehen…

## Produktion
Der Dreh des Films startete am 24. November im ostindischen Kalkutta. Am 30. Januar wurde die Beendigung der Dreharbeiten bekannt gegeben. Der Trailer zum Film wurde am 5. Mai veröffentlicht.

## Rezeption
„… ein sehr spannender klassischer Thriller mit guten Charakteren und einer absolut unkitschigen exotischen Note.“

TE3N is a case of sadly missed opportunities.

„TE3N ist ein Fall leider verpasster Möglichkeiten.“